# Wayne Odesnik
Wayne Odesnik (Johannesburg, 21 novembre 1985) è un ex tennista statunitense.
In carriera ha raggiunto la 77ª posizione del ranking il 13 aprile 2009.

## Carriera
Passato professionista nel 2004, il suo primo successo a livello futures risale al 2003, mentre il 19 giugno 2006 ha conquistato il primo ATP. Nei circuiti ATP ha come miglior risultato la finale di Houston del 12 aprile 2009, in cui è stato sconfitto da Lleyton Hewitt per 2-6, 5-7.
A fine 2009 nel suo bagaglio vengono rinvenute otto fiale di somatotropina, nota anche come ormone della crescita. Il giocatore si dichiara colpevole e il 26 marzo un tribunale lo condanna a pagare una multa di 7.280 dollari più altri 1.040 di spese processuali.
Il giocatore decide di autosospendersi dall'attività agonistica e il 19 maggio seguente viene squalificato dall'ITF per due anni a partire dal 29 dicembre 2009, data del ritrovamento delle fiale, in più gli verranno sottratti i punti conquistati e dovrà restituire i premi in denaro vinti nel 2010, pari a 90.188 dollari. La squalifica viene però ridotta ad un anno e torna a giocare al futures di Plantation il 13 gennaio 2011.
Pochi anni più tardi, nel marzo del 2015, viene sorpreso nuovamente in possesso di sostanze dopanti, Methenolone e GHRP. In seguito a ciò l'ITF, in accordo con l'USADA, gli infligge 15 anni di squalifica, che equivalgono alla fine della sua carriera agonistica. Inoltre, come da norma, gli vengono sottratti i punti guadagnati in diversi tornei dello stesso anno, incluso il più famoso Australian Open.
In carriera si è aggiudicato quattordici titoli, 8 Futures e 6 Challenger.